# Organizações Tabajara
As Organizações Tabajara é uma empresa fictícia, auto-definida como um "conglomerado monopolista" criado pelo grupo de humor Casseta & Planeta da Rede Globo de televisão que utiliza o nome da tribo indígena Tabajara na associação a produtos fictícios, dos mais variados e extravagantes possíveis, e geralmente de cunho pejorativo ou politicamente incorretos.
Geralmente os  produtos possuem nomes que lembram inglês, mas usando o radical em português. São esses o prefixo "personal" e os sufixos "-ation" e "-ator". Exemplos: "Carro Moita Disfarceitor Tabajara" e "Personal Mentirosation Tabajara", sendo narrados com o otimismo e o sensacionalismo das propagandas dos anos 90 " conforme visto na tv" , " agora ao seu alcance". 
Na extinta revista Casseta Popular e, em menor escala, no tabloide O Planeta Diário, os cassetas já faziam propaganda, mas parodiando produtos verdadeiros. 

## História real
Segundo os integrantes, eles viram o nome numa placa após as gravações do Casseta & Planeta Urgente!, e decidiram parodiar. Nenhuma entidade com o nome Tabajara pediu royalties, mas uma faculdade de São Paulo que tinha tal nome mudou por causa do programa.
Na metade da década de 90, a Globo enfrentou problemas por causa do quadro Televendas Casseta & Planeta, por pressão dos anunciantes, acreditando que estavam fazendo publicidade gratuita a produtos. Como resultado, a equipe do programa inventou uma marca própria para tal. As Organizações Tabajara passaram a ser a marca que fazia todos os produtos do grupo.
Na temporada de 2003, o programa cria o concurso Crie seu Produto Tabajara, que recebia sugestões de roteiros dos telespectadores.

## História fictícia
O imigrante "de algum país europeu" Gilvan Saturnino Tabajara veio para o Brasil, trazendo apenas um produto na mala: o Supositório de Magnésia Bisurada. Com os primeiros lucros, criou a corporação em 1923. Hoje, ela possui 21 empresas e fatura 10 bilhões de reais por ano. Atualmente, as Organizações Tabajara têm como concorrente, o Grupo Capivara, liderado por Seu Creysson. As Organizações Tabajara deram uma cutucada ao Grupo Capivara em 2003, dizendo que tinha "ainda mais eco do que a concorrência".
Entre as grandes realizações das Organizações Tabajara está a compra da Argentina para tornar um estacionamento.
Os anúncios com produtos fajutos são da época das revistas, porém o nome veio da TV. A origem do nome Tabajara se deve a um engenheiro da TV Globo que trabalhava no teatro Fênix e que era constantemente solicitado pela direção para consertar equipamentos que não funcionavam. Quando um microfone ou outro equipamento não funcionava, o Tabajara era sempre chamado.
Com o tempo qualquer equipamento inoperante era um equipamento "Tabajara".
Fora do Brasil, as Organizações Tabajara possuem um Centro de Pesquisas Tabajara em Tóquio.

## Empresas
- Tabajara Motors & Motores - artigos de automóveis (R$ 13 bilhões)
- Tabajara Records & Discos - música (R$ 1,5 bilhão)
- Tabajara Vídeo & Fitas de DVD - home video (R$ 2 bilhões)
- Editora Tabajara - publicações (R$ 2,5 bilhões)
- Tabasat - TV por assinatura, sátira à empresa Globosat (R$ 1,7 bilhão)
- Autopersonal Services Tabajara - "faça você mesmo" (R$ 2,1 bilhões)
- Viações Aéreas Tabajara Airlines - companhia aérea, filiada à Tabajaratur (turismo) (R$ 106 bilhões)
- Banco Tabajara (R$ 17 bilhões)
- Estaleiro Tabajara (R$ 840 bilhões)
- Universidades Intregradas Tabajara - diplomas falsos (R$ 110 milhões)
- MicroTabajara - informática (R$ 150 milhões)
- PobreNet e
- Televendas Tabajara (R$ 500 milhões)
- Laboratórios Tabajara - pesquisas (R$ 400 milhões)
- Total Security Tabajara - segurança (R$ 422 milhões)
- Tabajaratel - companhia telefônica (R$ 170 milhões)
- Tabajara Futebol Clube - equipe de futebol (R$ 200 milhões)
- Tabajara Leites e Laticínios Lácteos - derivados do leite (R$ 100 milhões)
- Tabaracel - telefonia móvel (US$ 100 milhões)
- Brasil Salcichão - frigorífico (R$ 100 milhões)
- Lanchonete Tabajara - Rede de Fast-Foods (R$ 100 milhões)

## Alguns produtos
- Barangaba Tabajara: Solução composta de de 600% de álcool e 0,0001% de ervas, para embelezar qualquer mulher, por mais feia que ela seja. Disponível nos sabores "Mocréia","Tribufu" e "Cão chupando manga".[carece de fontes?]
- Cachaça Tabajara[carece de fontes?]
- Casa da Mulher Gostosa Carente: Instituição social que abriga as mulheres sensuais mas carentes. [carece de fontes?]
- Personal Pintovison: Espelho retrovisor para os gordos poderem ver os "pênis"[carece de fontes?]
- Torresmo Cor de Rosa Santa Tabajarinha: Criado da fusão das Indústrias Reunidas Ovos Cor de Rosa Tabajara e a Fábrica de Torresmos Santa Tabajarinha, tido como "o primeiro tiragosto transgênico do mundo".[8]
- Camapulta Tabajara: Instrumento destinado àqueles que se embriagaram e, sem perceber, foram dormir com uma mulher feia. O instrumento consiste numa catapulta que atiraria a parceira longe. Vem junto uma fronha, para o caso de o usuário querer mantê-la por mais um tempo. [carece de fontes?]
- Vídeo "Como Ganhar Mulheres Sendo Feio, Pobre e Sem Carro": Inclui táticas como "autopiedade coletiva" (dá pra mim, pelo amor de Deus!) e pentelhação (dar petelecos na orelha até ela se entregar).[9]
- Vídeo Conversas Para Boi Dormir: Vídeo com discursos políticos para ajudar a dormir e curar insônias de bois. Produção da Divisão Rural Pecuária da Tabajara Vídeos.[10]
- Maridocard: Cartão de milhagem para maridos. Trocar fraldas dá 5 pontos, levantar a tampa da privada 10, e com 1500 é possível mandar a esposa e a sogra para a colônia de férias no Iraque. [carece de fontes?]
- Meleca Disfarceitor: Uma cobertura de papelão, para limpar o nariz no trânsito sem ser percebido pelo carro do lado.[carece de fontes?]
- Dog Bimbada Repeleitor: Para cães no cio pulando em sua perna, um conjunto de espetos de ferro para ele se traumatizar e fugir. [carece de fontes?]
- Personal Chuva: Guarda-chuva que "faz chover", para evitar constrangimentos por ter acreditado na meteorologia. [carece de fontes?]
- Olho Mágico de Caixão: Para o morto que quiser se vigiar para ladrões que quiserem arrombar seu caixão.[carece de fontes?]
- Vídeo "Aprenda a Dançar com o Professor Coisinha de Jesus" [carece de fontes?]